# 埃里克·阿什比

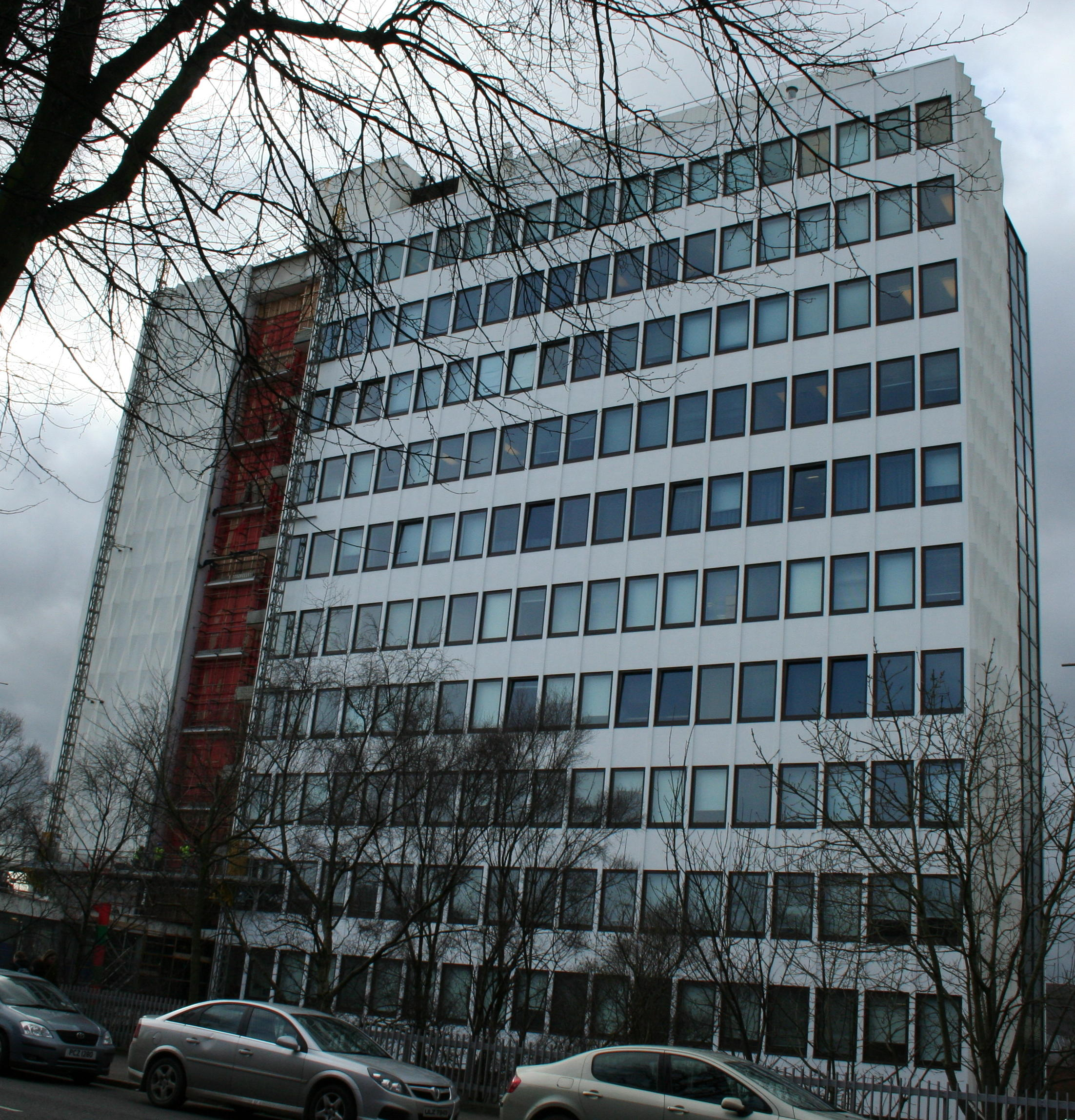
贝尔法斯特女王大学阿什比大楼

埃里克·阿什比，阿什比男爵（1904年8月24日—1992年10月22日），是一名英国生物学家和教育家。
他出生于雷顿斯通，并在伦敦市学校和皇家科学院。之后他在帝国理工学院担任助教。1929年，他获得哈克尼斯奖学金赞助，求学于芝加哥大学。1931年，他任教于帝国大学，1935年任职于布里斯托大学。
1938年，他成为悉尼大学生物学教授。1944年，在莫斯科进行考察研究。1947年，担任曼彻斯特大学生物学教授主席。此后他任教于剑桥大学、曼彻斯特大学。1935年至1938年，他担任实验生物学协会秘书长；1962年至1963年，担任不列顛科學協會主席。1973年，他担任贝尔法斯特女王大学校长。